# Salvador Carmona
Pour les articles homonymes, voir Carmona.
Salvador Carmona (nom complet : Salvador José Carmona Álvarez), né le 22 août 1975 à Mexico, est un footballeur mexicain. Son poste de prédilection est arrière droit. 
Il a représenté le Mexique lors de deux coupes du monde, en 1998 et 2006. Il fut en revanche privé de celle de 2002 après avoir été suspendu un an en raison de son implication dans une affaire de dopage. 
Le 18 mai 2007, il est suspendu à vie par le TAS à la suite d'une nouvelle affaire de dopage (il a été contrôlé positif 2 fois en 2 ans au Stanozolol).

## Clubs
- Club Toluca (1995-2000)
- CF Atlante (2000-2001)
- Club Toluca (2002-2003)
- Chivas de Guadalajara (2004)
- CD Cruz Azul (2005-2007)

## Équipe nationale
- 84 sélections en équipe du Mexique entre 1996 et 2005